# Miyaki
Miyaki (jap. みやき町 Miyaki-chō) – miasto w Japonii, na wyspie Kiusiu, w prefekturze Saga. Według danych na rok 2020 miejscowość zamieszkiwało 25 511 mieszkańców , a gęstość zaludnienia wyniosła 491,4 os./km².